# Ištarat
Ištarat (adattato anche in Ishtarat) è la dea dell'amore, della fertilità e dell'erotismo, dea anche della guerra, Ištarat era una divinità semitica venerata nella città di Mari, in Siria. Il suo tempio fu trovato nel 1952.
Il nome della dea Ištarat nel tempo divenne una variante della dea Ištar, che, a Mari, veniva adorata accanto a Ishtarat.